# Férfi 3000 méteres síkfutás a 2011. évi nyári európai ifjúsági olimpiai fesztiválon
A 2011. évi nyári európai ifjúsági olimpiai fesztiválon az atlétikai versenyszámokat Trabzonban rendezték. A férfi 3000 méteres síkfutás döntőjét július 26.-án rendezték.

## Döntő
| H     | Név                  | Nemzet             | E       | Mj |
| ----- | -------------------- | ------------------ | ------- | -- |
| Arany | B.Ivan Horodyskyy    | Ukrajna            | 8:21.99 | PB |
| Ezüst | Gordon Benson        | Egyesült Királyság | 8:23.05 |    |
| Bronz | Lorenzo Dini         | Olaszország        | 8:24.20 | PB |
| 4.    | Sean Antion Tobin    | Írország           | 8:29.91 | PB |
| 5.    | Marc Landmann        | Németország        | 8:33.08 |    |
| 6.    | Felix Bour           | Franciaország      | 8:42.69 |    |
| 7.    | Juho Jumisko         | Finnország         | 8:43.81 | PB |
| 8.    | Bogdan Ionut Motogna | Románia            | 8:44.06 | PB |
| 9.    | Maksim Iakorev       | Oroszország        | 8:44.89 |    |
| 10.   | Markos Gkourlias     | Görögország        | 8:46.05 | PB |
| 11.   | Philip Cortvriendt   | Belgium            | 8:46.70 |    |
| 12.   | Zacharias Taj        | Dánia              | 8:46.71 |    |
| 13.   | Jonas Raess          | Svájc              | 8:47.56 |    |
| 14.   | Dino Bosnjak         | Horvátország       | 8:49.84 |    |
| 15.   | Miguel Borges        | Portugália         | 8:50.53 |    |
| 16.   | Mustafa Kocatepe     | Törökország        | 8:52.58 |    |
| 17.   | Partik Zubor         | Szlovákia          | 9:29.50 |    |